# بيل نويل
بيل نويل (بالإنجليزية: Bill Noël)‏ هو مربي ماشية أمريكي، ولد في 11 مايو 1914 في فورت وورث في الولايات المتحدة، وتوفي في 9 يناير 1987 في أوديسا في الولايات المتحدة بسبب سرطان.